# الرباعي المذهل
الرباعي المذهل (بالكورية: 더 패뷸러스) هو مسلسل ويب كوري جنوبي من بطولة تشوي من هو وتشاي سو بين. تم اصداره على منصة نتفليكس في 23 ديسمبر 2022.

## القصة
تقع احداث المسلسل في عالم صناعة الأزياء في سيئول، ويصور قصص الشباب الذين يتنقلون في عملهم وحياتهم الشخصية وعلاقاتهم بينما يكافحون في بيئة ديناميكية وتنافسية.

## الاصدار
في الاصل، كان من المقرر اصدار المسلسل في 4 نوفمبر. في 31 أكتوبر 2022 ، أعلنت نتفليكس عن تأجيل المسلسل دون تاريخ اصدار محدد، بسبب مأساة تدافع عيد الهالوين في سيئول. في 30 نوفمبر 2022 ، أصدرت نتفليكس ملصق جديد بجانب تاريخ الاصدار، من المقرر اصدار المسلسل في 23 ديسمبر 2022.

## روابط خارجية
- الرباعي المذهل على موقع IMDb (الإنجليزية)
- الرباعي المذهل على موقع روتن توميتوز (الإنجليزية)
- الرباعي المذهل على موقع نتفليكس (الإنجليزية)
- الرباعي المذهل على موقع كينوبويسك (الروسية)
- الرباعي المذهل على موقع قاعدة بيانات الفيلم (الإنجليزية)